# Brauerei Conrad
Die Brauerei Conrad war eine von zwei Brauereien in Alesheim im mittelfränkischen Landkreis Weißenburg-Gunzenhausen. Sie war in der alten Hausnummer 53 beheimatet.

## Geschichte
Seit dem 15. Jahrhundert gehörte das Haus zum Kloster Wülzburg. Im Jahre 1734 erwarb der Bierbrauer Johann Mathias Moßner das Anwesen. 1830 kaufte Georg Christian Meier aus Trommetsheim die Brauerei. Sein Sohn verkaufte sie 1861 an Ludwig Conrad aus Weimersheim. Dessen Sohn, Christian Conrad, führte den Betrieb ab 1896. 1928 brannte das Anwesen aus, damit endete die Brautätigkeit. Im folgenden Jahr kaufte der Sohn das Nachbaranwesen mit der ehemaligen zweiten Brauerei Stephanswirt. Bis heute ist das Anwesen eine bekannte Gaststätte.